# Grandi Molini Italiani
Grandi Molini Italiani S.p.A. è il primo gruppo molitorio italiano e tra i primi in Europa specializzati nella produzione di farine di grano tenero e semole di grano duro.
GMI macina oltre 1 milione di tonnellate di grano all'anno, con un fatturato di 364 milioni di euro. La società ha sede a Rovigo e ha stabilimenti produttivi e terminal logistici a Livorno, Coriano (VR), Porto Marghera (VE), Cordovado (PN), Trieste, Vienna e una rete di 8 filiali commerciali sparse nel centro-nord Italia.
L'azienda in novembre 2015 ha richiesto al tribunale di Rovigo l'ammissione ad una procedura di concordato preventivo in continuità.